# Monogynaspida
Sous-ordre
Cohortes de rang inférieur
- Microgyniina
- Heatherellina
- Uropodina
- Gamasina

Les Monogynaspida  Camin & Gorirossi 1955 sont un sous-ordre d'acariens Parasitiformes.

## Classification
- Cohorte Microgyniina
  -     - Microgynioidea
- Cohorte Heatherellina
  -     - Heatherelloidea
- Cohorte Uropodina
  - Sous-Cohorte Uropodiae
    - Thinozerconoidea
    - Polyaspidoidea
    - Uropodoidea
    - Trachyuropodoidea

  - Sous-Cohorte Diarthrophalliae
    - Diarthrophalloidea
- Cohorte Gamasina
  - Sous-Cohorte Epicriiae
    - Epicrioidea
    - Zerconoidea

  - Sous-Cohorte Arctacariae
    - Arctacaroidea

  - Sous-Cohorte Parasitiae
    - Parasitoidea

  - Sous-Cohorte Dermanyssiae
    - Veigaioidea
    - Rhodacaroidea
    - Eviphidoidea
    - Ascoidea
    - Phytoseioidea
    - Dermanyssoidea